# Adamari López
Adamari López  (Humacao, Puerto Rico, 1972. május 18. –) Puerto Ricó-i színésznő.

## Élete és pályafutása
1971. május 17-én született. 
Első szerepét 1997-ben kapta a Sin ti című telenovellában. 1998-tól a gonosz Mónica Iturraldét alakította a Camilla című telenovellában. 2001-ben Ofelia Villada szerepét osztották rá a Szeretők és riválisok című sorozatban, Michelle Vieth, Ludwika Paleta és Angélica Vale partnereként. 
2006-ban hozzáment Luis Fonsi-hoz, akitől 2010-ben elvált. 2014-ben bejelentette terhességét.

## Filmográfia
| Év        | Cím                       | Magyar Cím            | Szerep                           | Magyar Hang                                                                      |
| --------- | ------------------------- | --------------------- | -------------------------------- | -------------------------------------------------------------------------------- |
| 2021      | La suerte de Loli         |                       | Önmaga                           |                                                                                  |
| 2017      | La fan                    | A rajongó             | Carmen Córdoba                   |                                                                                  |
| 2008      | Alma de Hierro            |                       | Rita Anguiano Carbajal de Hierro |                                                                                  |
| 2007      | Bajo las riendas del amor |                       | Ingrid Linares                   |                                                                                  |
| 2004      | Mujer de madera           |                       | Lucrecia Santibáñez Villalpando  |                                                                                  |
| 2002      | Gata salvaje              | Vadmacska             | Karina Ríos                      | Simonyi Piroska (1. szinkron) (Viasat 3) Pekár Adrienn (2. szinkron) (Izaura TV) |
| 2001      | Amigas y rivales          | Szeretők és riválisok | Ofelia Villada                   | Madarász Éva                                                                     |
| 2000      | Locura de amor            | Barátok és szerelmek  | Carmen Ruelas                    | Major Melinda                                                                    |
| 1998–1999 | Camila                    | Camilla               | Mónica Iturralde                 | Biró Anikó                                                                       |
| 1997–1998 | Sin Ti                    |                       | Maria Elena Ysaguirre            |                                                                                  |
| 1994      | Señora tentación          |                       |                                  |                                                                                  |